# Frammento di Palermo

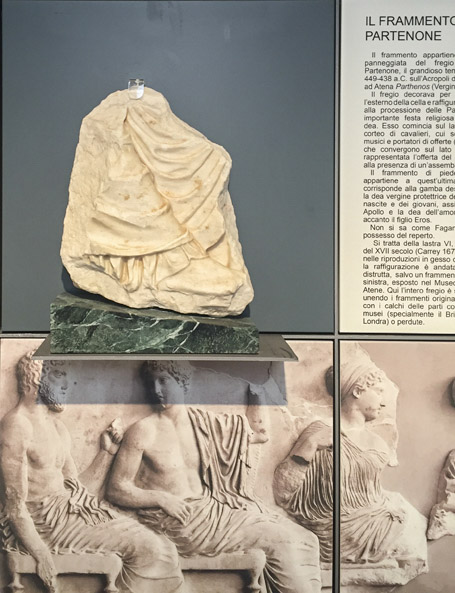
Frammento di Palermo al Museo archeologico regionale Antonio Salinas di Palermo

Il frammento di Palermo è un frammento di scultura in marmo risalente a 2 500 anni fa che raffigura il piede e parte del vestito di una statua dell'antica dea greca Artemide, originariamente parte della decorazione scultorea del Partenone di Atene. 

## Storia
Il frammento scultoreo era stato prelevato da Lord Elgin dal Partenone all'inizio del XIX secolo e consegnato al console britannico in Sicilia, Robert Fagan, nel 1816. Alla morte di Fagan, la vedova lo vendette al Regio Museo dell'università di Palermo, oggi Museo archeologico regionale Antonio Salinas, dove è rimasto esposto negli ultimi due secoli, fino al ritorno ad Atene, avvenuto nel gennaio del 2022 per volontà dell'assessore dei Beni Culturali della Regione Siciliana, Alberto Samonà.

## La campagna per la restituzione
La campagna messa in atto dalla Grecia per il ritorno del frammento ha portato, il 24 settembre 2008, alla decisione del presidente italiano Giorgio Napolitano di dare in prestito, per durata di due anni, il frammento ad Atene. Nel 2022 finalmente arriva la consegna definitiva ad Atene, ad opera e per volontà di Alberto Samonà, assessore ai Beni culturali della Regione Siciliana, dopo che nei mesi precedenti, un nuovo prestito della durata di quattro anni, aveva segnato un'altra tappa del percorso diplomatico di interesse internazionale relativo alla restituzione dei cosiddetti marmi di Elgin alla Grecia..

### Motivazioni del prestito del 2008
Il ministro greco della Cultura Michalis Liapis, nell'occasione del prestito del 2008, aveva dichiarato ai giornalisti: Per la prima volta in quasi due secoli, un prezioso frammento della decorazione scolpita del Partenone ritorna nel luogo a cui appartiene.
Il primo ministro greco Costas Karamanlis, sempre nel 2008 aveva dichiarato a sua volta: La richiesta di unire i marmi del Partenone sta guadagnando forza e portata.
Infatti, Karamanlis si era dichiarato entusiasta perché l'idea che Lord Elgin abbia effettivamente esportato illegalmente i reperti greci conservati al British Museum si rafforza ogni qual volta che un museo accetta di restituire un frammento o una scultura del Partenone conservato nelle proprie collezioni. La speranza del ministro è che alla fine il Regno Unito subirà una tale pressione pubblica da essere costretta a restituire i marmi di Elgin, per non sfidare l'opinione internazionale.
La restituzione del frammento scultoreo alla Grecia va inserita nelle azioni che, negli ultimi anni, la Grecia e l'Italia hanno perseguito per il ritorno di reperti archeologici esportati illegalmente. L'Italia è dunque pronta a restituire i reperti archeologici esteri conservati nei propri musei senza un riconosciuto diritto legale, ma nello stesso tempo chiede ai musei stranieri di restituire i reperti provenienti dall'Italia rubati o saccheggiati. Nella stessa ottica va vista la decisione italiana di riconsegnare alla Libia la Venere di Cirene. 
Oltre al frammento di Palermo, altri reperti del Partenone sono stati riconsegnati alla Grecia negli stessi anni: si tratta di quelli provenienti dal Paul Getty Museum di Los Angeles, dalla Shelby White Collection di New York e dai Musei Vaticani.

### Il ritorno a Palermo nel 2010
Nel 2010, dopo il periodo di esposizione prima nel vecchio, poi nel nuovo Museo dell'Acropoli di Atene, il frammento è stato riportato a Palermo ed esposto al Museo Salinas. L'assessore regionale ai Beni culturali, Gaetano Armao, che ne ha disposto il ritorno, si era riservato di valutare la possibilità di un successivo prestito a lungo termine.  

### Il ritorno definitivo ad Atene
Nel 2021 l’assessore dei Beni Culturali della Regione Siciliana Alberto Samonà e la direttrice del museo Archeologico regionale "A. Salinas", Caterina Greco, hanno avviato intense trattative con il direttore del museo dell'Acropoli di Atene Nikolaos Stampolodis e la ministra della Cultura greca, Lina Mendoni. Ciò ha portato, nel gennaio del 2022 a una decisione di rilevanza internazionale: il museo siciliano ha ceduto in prestito per quattro anni il frammento scultoreo del Partenone ai sensi dell’articolo 67 del Codice italiano dei Beni Culturali e del Paesaggio, che prevede la possibilità di trasferimento pluriennale e lo scambio di reperti archeologici: in cambio il Museo dell'Acropoli ha, infatti, permesso l'esposizione a Palermo di due importanti reperti: una statua acefala di Atena, della fine del V secolo a.C. e un'anfora geometrica della prima metà dell'VIII secolo a.C.
Alcuni mesi dopo, sempre la Regione Siciliana, con l'assessore ai Beni culturali Alberto Samonà, decide - dopo avere ottenuto il via libera dal Ministero della cultura - la cosiddetta "sdemanializzazione" del reperto, trasferendolo a tempo indeterminato alla Grecia.
La Sicilia, in questo modo ha fatto da apripista sul tema ritorno ad Atene dei reperti dei Partenone attualmente esposti in musei esteri, in primis al British Museum di Londra, i cosiddetti marmi di Elgin. Il reperto è adesso collocato sine die nella sesta lastra del fregio, nell'esposizione del Museo dell'Acropoli, assieme quindi agli altri frammenti originariamente ad esso contigui.
La cerimonia ufficiale di consegna si è svolta la mattina del 10 gennaio 2022 al museo dell'Acropoli, presente il primo ministro della Repubblica Ellenica Kyriakos Mitsotakis, che ha accolto l'assessore siciliano Alberto Samonà
.
Il presidente onorario del Comitato internazionale per il ritorno dei marmi del Partenone in Grecia, Louis Godart, in seguito alla riconsegna, ha dichiarato L'aver permesso a questo reperto di tornare ad Atene e raccordarsi con la statua della dea Artemide, la Sicilia e il Museo Salinas hanno indicato al mondo la strada che il British Museum dovrà seguire. Li ringrazio a nome della cultura mondiale.